# Jeleniec (powiat czarnkowsko-trzcianecki)
Jeleniec – osada leśna w Polsce położona w województwie wielkopolskim, w powiecie czarnkowsko-trzcianeckim, w gminie Wieleń.
W latach 1975–1998 miejscowość administracyjnie należała do województwa pilskiego.
Leśnictwo Jeleniec wchodzi w skład obrębu leśnego Potrzebowice tworzącego Nadleśnictwo Potrzebowice.